# Didymocentrotus foveatus
Didymocentrotus foveatus är en skalbaggsart som först beskrevs av Aurivillius 1917.  Didymocentrotus foveatus ingår i släktet Didymocentrotus och familjen långhorningar. Inga underarter finns listade i Catalogue of Life.